# Agnes von Pyrmont
Agnes von Pyrmont, auch Agnes von Heinzenberg  (* um 1208 in Heinzenberg; † 1276 in Großlittgen-Kloster Himmerod) war eine Burgfrau in Cochem und Stifterin des Klosters Himmerod.

## Leben

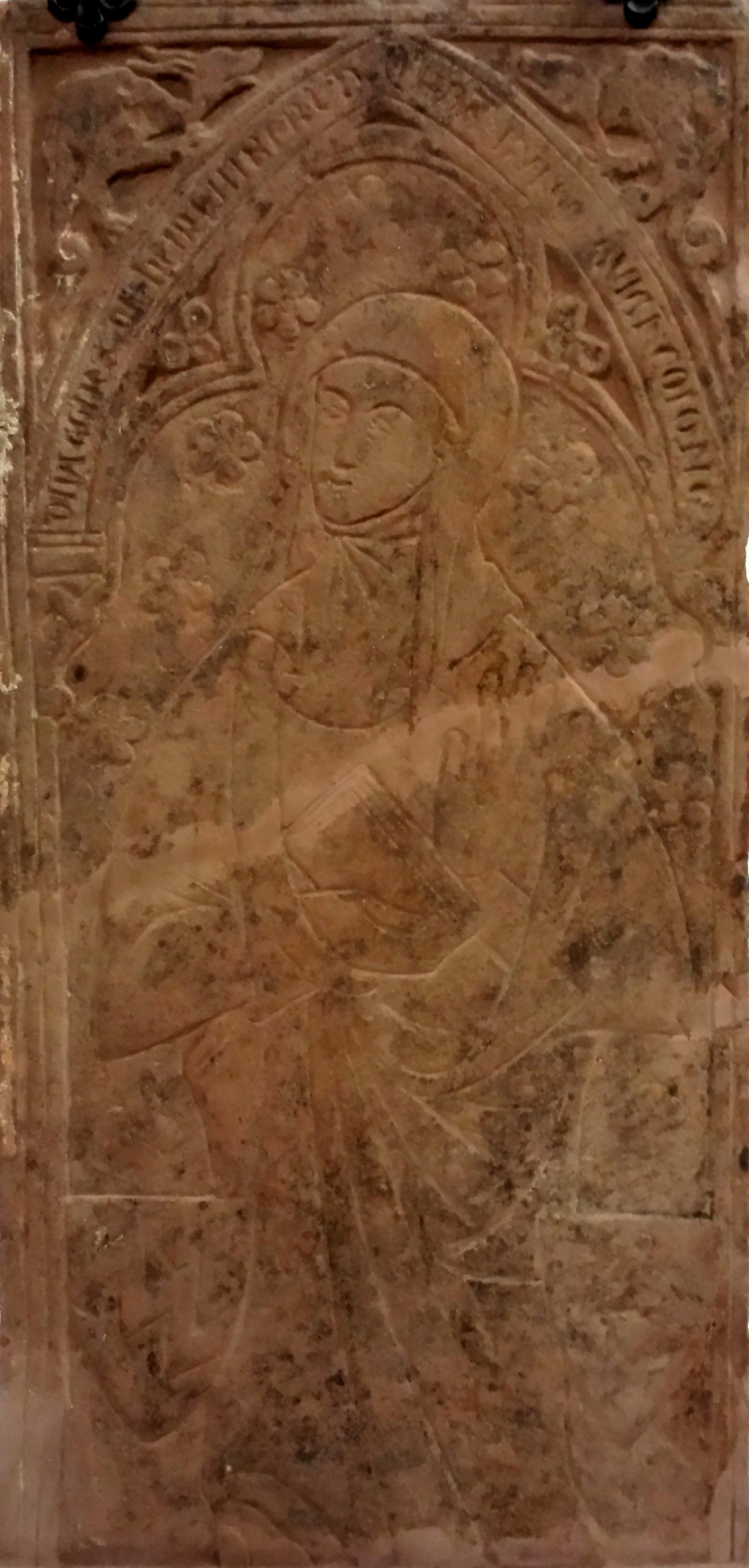
Grabstein der Agnes von Heinzenberg

Agnes von Pyrmont erscheint erstmals in einer Urkunde vom 13. Oktober 1274 als Gemahlin des Burggrafen von Cochem, Kuno III. von Pyrmont. In der Urkunde heißt es:

„Burggraf Kuno von Cochem und seine Frau Agnes schenken den von der Abtei Springiersbach („Sprenkirsbach“) angekauften Hof zu Klotten („Clottene“) mit Wingerten und allem Zubehör dem Kloster Himmerod zur Ausgabe von zweijährlichen Pitanzien.“

Auf einer Grabplatte aus der Zeit, um die Wende des 14. Jahrhunderts, die sich am Eingang zur Klosterkirche von Himmerod befindet, wird unter einem Dreipassbogen das Bildnis einer Frau dargestellt. In der dazugehörigen Inschrift finden sich die Worte: DOMINA AGNES HEINCINBERCH QUONDAM BURGGRAVIA IN COIGME (deutsch: Die Herrin Agnes von Heinzenberg, ehemalige Burggräfin in Cochem).
Nach ihrem Tod im Jahre 1276 wurde Agnes von Pyrmont in Himmerod beerdigt.